# Abrotrichini
Abrotrichini, também conhecido como clado andino ou clado andino do sul, é uma tribo de roedores da subfamília Sigmodontinae. Inclui cerca de quinze espécies em quatro gêneros, distribuídos na América do Sul desde o sul do Peru até o extremo sul da América do Sul, incluindo as estepes patagônicas. Os primeiros fósseis conhecidos são do Plioceno da Argentina.

## Taxonomia
As abrotricinas foram universalmente colocadas na tribo Akodontini até a década de 1990, e algumas foram até classificadas dentro do gênero Akodon. Estudos com aloenzimas no início da década de 1990 forneceram evidências para sua distinção de Akodontini, e em 1999 um estudo analisando sequências do gene mitocondrial do citocromo b encontrou mais evidências para a distinção entre Akodontini e este grupo e propôs o nome Abrotrichini para o último. O nome Abrotrichini permaneceu formalmente indisponível sob o Código Internacional de Nomenclatura Zoológica, no entanto, porque sua proposta havia sido condicional. Assim, o clado permaneceu sem um nome válido e por esta razão foi incluído em Akodontini na terceira edição de 2005 de Mammal Species of the World. Outros estudos filogenéticos, que também incorporaram genes nucleares, afirmaram a distinção entre Akodontini e o novo grupo. Em 2007, Guillermo D'Elía e colaboradores publicaram um diagnóstico completo da tribo Abrotrichini, validando o nome.
Abrotrichini inclui quatro gêneros – Abrothrix, Chelemys, Geoxus e Notiomys – que se dividem em dois subgrupos principais, um incluindo apenas Abrothrix e outro incluindo os outros quatro gêneros. Abrothrix foi anteriormente incluído em Akodon e inclui cerca de nove espécies, entre as quais a abrotrichine mais setentrional, Abrothrix jelskii, bem como formas do extremo sul, como Abrothrix lanosus. Dentro do grupo restante, Chelemys é irmã dos demais gêneros; inclui três espécies encontradas no centro e sul do Chile e nas proximidades da Argentina. Os três gêneros restantes, cada um dos quais inclui uma única espécie, estão intimamente relacionados e compartilham hábitos fossorial (escavação). Geoxus ocorre no centro e sul do Chile e nas proximidades da Argentina, e Notiomys no sul da Argentina.
A tribo faz parte do clado Oryzomyalia, que inclui a maior parte da subfamília Sigmodontinae. Dentro de Oryzomyalia, alguns estudos recuperaram Wiedomys como o parente mais próximo de Abrotrichini, mas as relações basais entre os componentes de Oryzomyalia permanecem elusivas. Sigmodontinae engloba centenas de espécies encontradas em toda a América do Sul e na América do Norte. É uma das várias subfamílias reconhecidas na família Cricetidae, que inclui muitas outras espécies, principalmente da Eurásia e da América do Norte.

## Descrição
Abrotrichines são roedores sigmodontine de pequeno a médio porte com pelo longo e macio, geralmente cinza ou marrom, cauda curta e peluda e pés grandes e fortes com garras bem desenvolvidas. No crânio, o focinho é longo, a região interorbital em forma de ampulheta e a caixa craniana arredondada. O palato é longo (estendendo-se além dos terceiros molares ). Não há sulcos nos incisivos superiores e os molares não são hipsodontes (coroa alta). Os molares carecem de muitas características acessórias, em particular o terceiro molar superior. Existem 13 vértebras torácicas (tórax) com costelas associadas, 6 vértebras lombares e 18 a 29 vértebras caudais (cauda).
Um cariótipo de 52 cromossomos (2n = 52), presente em várias espécies, tem sido sugerido como uma sinapomorfia da tribo, mas enquanto essa possibilidade ainda não foi testada, Pearsonomys agora é conhecido por ter 2n = 56 e alguns Abrothrix olivaceus têm 2n = 44.